# Русинский батальон горных стрелков
Русинский батальон горных стрелков (укр. Руський Батальйон Гірських Стрільців, нем. Ruthenisches Bergschützen-Corps или Russisches Frey-Corps) — войсковое формирование, созданное в 1849 году из русинов во Львове (Галиция) по инициативе Головной руськой рады, по указу императора Австрийской империи Франца-Иосифа I от 10 февраля 1849 года, по аналогии с подобными формированиями, организованными в Нижней Австрии и Штирии для защиты края на галицко-венгерском пограничье, на Карпатских перевалах от возможного проникновения отрядов Л. Кошута из восставшей Венгрии.

## История
Батальон был создан Головной руськой радой и, по замыслу её руководителей, должен был превратиться в специальное национальное воинское формирование для защиты интересов украинского сообщества. Поэтому она уделяла много внимания и сил для его формирования, для этой работы была даже создана специальная комиссия. Комплектовался батальон главным военным командованием Галиции из числа добровольцев и был подчинён военному министерству.
Состоял из 6 сотен, в которых насчитывалось 1410 бойцов (впоследствии была сформирована 7-я сотня). Комендантом был майор Ватерфлит, офицерский корпус состоял из немцев (преимущественно на высших должностях) и украинцев (преимущественно на низших должностях).
В начале мая 1849 батальон прошёл учебный сбор во Львове. Преподавание правил военной службы проводилось на украинском языке. Униформа имела элементы национальной одежды. В его снаряжении участвовали члены местной еврейской общины.
Принимались меры по созданию батальонной музыкальной группы и собственного флага, для которого мать императора София Баварская пожертвовала тёмно-синюю шёлковую ленту.
Личный состав участвовал в праздновании во Львове по случаю 1-й годовщины отмены крепостного права 15 мая 1849 г. Офицерский корпус 8 июня побывал на приёме в Головной руськой раде.
6 сентября 1849 года батальон отправился из Львова в Кошице, где находился до конца декабря, где в связи с подавлением венгерского восстания нëс караульную службу, участвовал в поддержании общественного порядка. Солдатам батальона внушалось, что причина создания их подразделения — «государственная потребность и необходимость для императора в наведении порядка от врагов отечества».
3 января 1850, во время возвращения в Перемышль (ныне Пшемысль, Польша) батальон был расформирован, поскольку после подавления венгерского восстания потребность в его помощи отпала.

## Организация
Батальон русских горных стрелков состоял из 6 сотен, в которых насчитывалось 1410 бойцов (впоследствии была сформирована и 7-я сотня). Офицерский корпус состоял из немцев (преимущественно на высших должностях) и галичан (преимущественно на низших должностях).
В качестве оружия русские горные стрелки использовали карабины (егерские винтовки обр. 1807 г.), и длинные штыки. Старшины имели длинные сабли.

## Униформа
Инициаторы создания батальона проектировали для подразделения народную одежду: короткие горные сиряки (верхняя долгополая одежда из грубого сукна) с сине-желтыми отворотами, красные или синие брюки, ходачки и войлочная шляпа, а также ташка и ремень с патронной сумкой.
Позже стрелки получили другую, уже официальную униформу: синяя складная шляпа с большим козырьком и желтой обшивкой; униформа красного цвета со стоячим воротником и синей каймой и одним рядом золотистых пуговиц; синие брюки с желтыми лампасами.